# Uccello della felicità

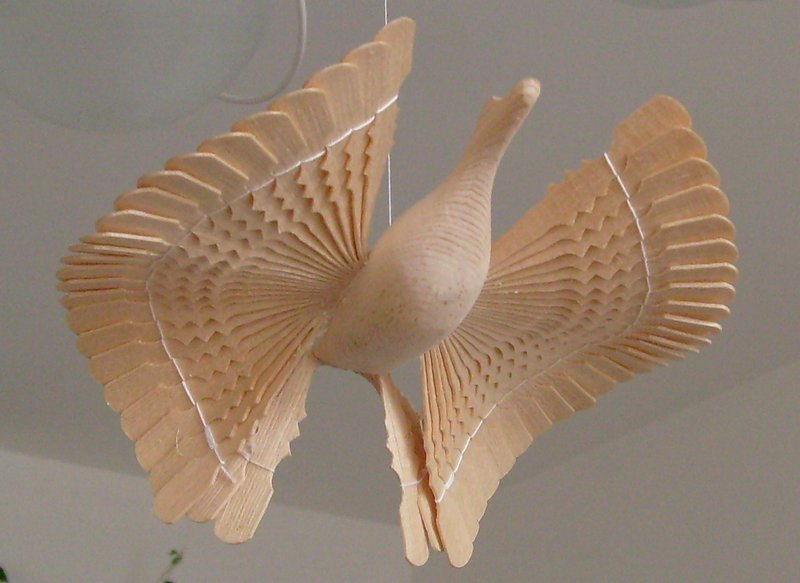
Un uccello della felicità

L'uccello della felicità (in russo: Птица счастья, Ptitsa sčast'ja) è un tradizionale giocattolo di legno della Russia del nord, intagliato in forma di uccello.

## Origine e realizzazione
Questo giocattolo fu ideato dai Pomory, gli abitanti delle coste del Mar Bianco e del Mare di Barents, e solitamente viene appeso all'interno della casa, a guardia del focolare domestico e del benessere familiare. La sua realizzazione avviene senza l'uso di colla o di altri elementi di fissaggio: vengono dapprima intagliati sottili petali di legno per le ali e la coda, per poi stendere e curvare i suddetti petali con un particolare metodo utilizzato anche in altri prodotti dell'artigianato russo settentrionale. I tipi di legno adoperati per il giocattolo sono di norma il pino, l'abete, l'abete rosso, o il pino siberiano.